# ريبيكا روش
ريبيكا روش (بالإنجليزية: Rebecca Roche)‏ (26 أبريل 1965 - ) هي لاعبة كرة قدم نيوزلندية في مركز حراسة المرمى. شاركت مع منتخب نيوزيلندا الوطني لكرة القدم للنساء.